# Les cròniques dels reis de Shu
La Crònica del rei de Shu" (xinès simplificat 蜀王本纪, en pinyin Shǔ wáng běnjì) també anomenada "Crònica de Shu", "Annals de Shu" o "Registres de Shu", és una obra d'història cronològica de Shu que s'atribueix a Yang Xiong. No obstant això, no apareix esmentada a la Bibliografia del Llibre dels Han, tot i que sí que es menciona a la Bibliografia de clàssics i llibres del Llibre dels Sui. Xu Zhongshu sostenia que l'autor no era Yang Xiong, sinó un autor posterior que la va falsificar, i va suggerir que Qiao Zhou podria haver estat el veritable autor. Altres, en canvi, creuen que l'obra va ser escrita per Zhu Yuanling.
Aquest llibre recull mites relacionats amb antics sobirans de Shu, com Cancong, Baiguan, Yufu, Duyu i Bieling, així com històries com la de la separació de les muntanyes pels Cinc Dings, la conquesta de Shu pel rei Hui de Qin, la sortida de Laozi per la frontera i la gestió de l'aigua per part de Li Bing. El relat d'aquest llibre s'estén fins al regnat de l'emperador Xuan de Han, durant l'era Dijié.
Crònica dels Reis de Shu es va perdre després de la dinastia Song. Els fragments que es conserven actualment provenen principalment de cites fetes per estudiosos de les dinasties Tang i Song. 